# Тадиевка
Тади́евка (укр. Тадіївка) — село, входит в Володарский район Киевской области Украины.
Население по переписи 2001 года составляло 516 человек. Почтовый индекс — 09330. Телефонный код — 4569. Занимает площадь 2,286 км². Код КОАТУУ — 3221687601.

## Местный совет
09330, Київська обл., Володарський р-н, с.Тадіївка, вул.Леніна,74